# Canas Urbano
Canas Urbano es un barrio ubicado en el municipio de Ponce en el estado libre asociado de Puerto Rico. En el Censo de 2010 tenía una población de 17933 habitantes y una densidad poblacional de 2.990,92 personas por km².

## Geografía
Canas Urbano se encuentra ubicado en las coordenadas 18°0′24″N 66°37′53″O / 18.00667, -66.63139. Según la Oficina del Censo de los Estados Unidos, Canas Urbano tiene una superficie total de 6 km², de la cual 5.99 km² corresponden a tierra firme y (0.13%) 0.01 km² es agua.

## Demografía
Según el censo de 2010, había 17933 personas residiendo en Canas Urbano. La densidad de población era de 2.990,92 hab./km². De los 17933 habitantes, Canas Urbano estaba compuesto por el 83.34% blancos, el 7.66% eran afroamericanos, el 0.44% eran amerindios, el 0.09% eran asiáticos, el 6.58% eran de otras razas y el 1.88% pertenecían a dos o más razas. Del total de la población el 99.09% eran hispanos o latinos de cualquier raza.